# 기요타키 노부히로
기요타키 노부히로(일본어: 清滝信宏, 1955년 6월 24일 ~ )은 일본의 경제학자아자, 프린스턴 대학교 교수다. 새케인즈학파이고, 거시경제학의 미시적 기초를 만든 것으로 알려져 있다.